# 2-甲基-2-丙基-1,3-丙二醇
2-甲基-2-丙基-1,3-丙二醇是一种有机化合物，化学式为C7H16O2。它可由2-甲基-2-(2-丙烯-1-基)-1,3-丙二醇或5-甲基-5-丙基-1,3-二氧六环-2-酮的催化氢化反应制得。它和异丙醇铌(V)反应，可以得到铌的二醇配合物。